# Michalli da Ruodo

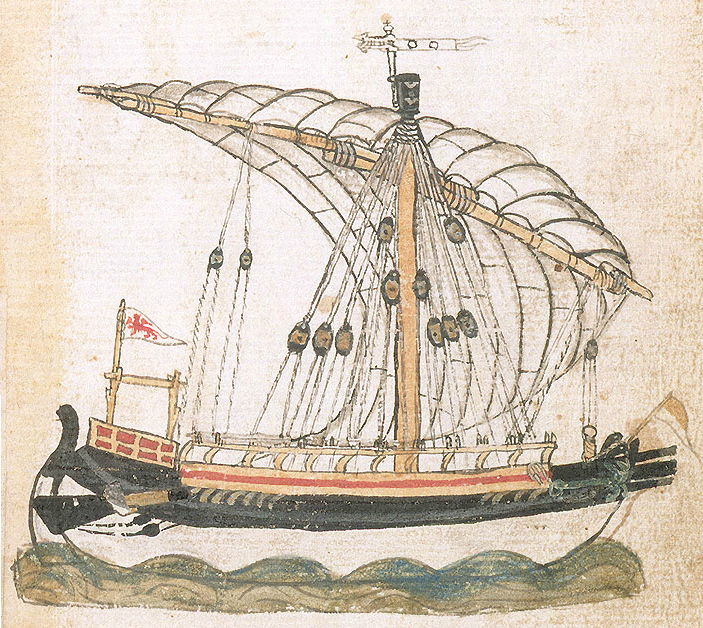
Galera veneciana de la ruta de Flandes segons un dibuix del manuscrit de Michalli da Ruodo. La figura mostra el timó de roda i un dels dos timons laterals, anomenats llatins o de caixa.

Michele de Rodes (Michalli da Ruodo en venecià; Michael of Rhodes en anglès; Michele da Rodi en italià) (Rodes abans de 1385- Venècia 1445), fou un grec de Rodes enrolat primer com a remer a l'armada veneciana i que després va assolir el grau d'almirall un cop naturalitzat a Venècia.

## Vida
L'any 1401 es va enrolà com a remer amb sou (bonaboia) en una galera veneciana. Provinent de l'illa de Rodes devia tenir setze anys o més. Durant una quarantena d'anys va fer una munió de viatges per mar, en naus de guerra i mercants, en diversos oficis i graus de responsabilitat. Des de mariner amb poca formació esdevingué una persona amb coneixements matemàtics i de totes les disciplines de la navegació.

### Resum cronològic
A partir del seu manuscrit la seva vida pot resumir-se en diverses etapes segons s'indica a continuació.
- 1401-1406. Remer voluntari a sou (“homo da remo”)[4]
- 1407-1413. Nauxer (“nochiero”)
- 1414-1420. Intendent de vaixell (“paron”).
  - El càrrec de “paron” (que caldria traduir per “patró”) no té una equivalència clara en les galeres catalanes. A Venècia era el responsable del buc, l'eixàrcia i de tots els elements necessaris par a navegar (incloent la beguda i l'alimentació).[5]
- 1421-1434. Còmit (“comito”)
- 1435-1443. Conseller i almirall (“ Homo de Conseio “ i “armiraio”)
- 1444-1445. Al final de la seva vida va copiar el manuscrit i va modificar el testament.

## Obra manuscrita de construcció naval i altres temes
L' autor va resumir la seva experiència en diversos temes navals en un manuscrit que va romandre inèdit (i pràcticament desconegut) durant segles.

## Manuscrit de Florència
La primera publicació parcial (transcripció en venecià i traducció al francès) fou a càrrec d'Augustine Jal, l'any 1840. Aquest es basà en una còpia d'un altre manuscrit de la Biblioteca Magliabecchiana de Florència i titulà l'obra “Fabbrica di galere”.

### Índex de la “Fabbrica di galere”
- Construcció d'una galera de la ruta de Flandes (23 passes 3,5 peus = 41,04 m)[8]
- Construcció d'una galera de la ruta de Romania (23 passes 3 peus)
- Construcció d'una galera subtil
- Construcció d'una nau llatina

## Manuscrit de Venècia
A la Biblioteca Nazionale Marciana de Venècia hi ha un manuscrit (Ms. It., cl.IV, 170 =5379) que és una còpia parcial de l'obra original de Michalli da Ruodo escrita per ell mateix entre els anys 1443 i 1445. Aquesta còpia és coneguda amb el títol de “Raxion de' Marineri” i fou publicada per Annalisa Conterio l'any 1991. Originalment fou atribuïda a Pietro di Versi que, de fet, es va limitat a rascar el nom de Michalli da Ruodo i escriure el seu nom adjudicant-se l'autoria.

## Manuscrit de Federico Patetta
El manuscrit original fou propietat de Federico Patetta (jurista, historiador, filòleg i acadèmic italià; 1867-1945) que mai no va divulgar el contingut del manuscrit. L'any 1966 el manuscrit fou subhastat a Sotheby's i fou adquirit per un comprador anònim sense que els estudiosos interessats poguessin consultar-lo. L'any 2000 fou novament subhastat i el nou propietari va facilitar el seu estudi i la divulgació dels seus continguts.
Una acció conjunta entre el Dibner Institute for the History of Science and Technology (Cambridge, Massachusetts), el National Endowment for the Humanities i la National Science Foundation va permetre un estudi acurat de l'obra, la seva publicació en tres volums i una web resum del manuscrit, els seus continguts i una avaluació de la importància de l'obra de Michallis da Ruodo.

### Tres volums publicats
- Facsímil.[14]
- Transcripció i traducció.[15]
- Estudis sobre l'obra.[16]

### Continguts del manuscrit original
- Viatges, càrrecs de Michalli, vaixells emprats i persones superiors en cada viatge
- Matemàtiques
  - Àlgebra, radicals, fraccions i problemes comercials. Amb exemples i solucions.
- Construcció naval. Més que un veritable tractat de construcció naval el manuscrit dona detalls sobre galeres i naus: dimensions i eixàrcia.
  - Galera de la ruta de Flandes
  - Galera de la ruta de Romania
  - Galera subtil
  - Nau llatina (amb arbre mestre i arbre de mitjana amb dues veles llatines)
  - Nau quadra o coca (amb vela quadra a l'arbre mestre i vela llatina a l'arbre de mitjana)
- Navegació.
  - Portolans (en el sentit de rutes, derroters). Distancies i rumbs entre ports mediterranis i atlàntics
  - Accidents geogràfics i punts de referència
  - ”Raxon de marteloio” (Tauleta de marteloio).[17]

- Mesura del temps. Calendaris, astrologia, santoral i festes religioses